# Ореанда
Ореа́нда (крим. Oreanda) — селище в Україні, у складі Ялтинського району Автономної Республіки Крим. Підпорядковане Лівадійській селищній раді. Розташоване на узбережжі Чорного моря за 5 км. від Ялти. Через селище проходить автотраса Ялта-Алупка.

## Історія
Вперше Ореанда (лат. casalle Oriande) у складі Капітанства Готія згадується у 1381 році в казначейських списках Кафи (cartolfri della Masseria), що зберігаються в Генуї.
Після захоплення капітанства Ґотія османами в 1475 році Ореанда адміністративно була включена до складу Кефінського санджака.
У матеріалах першого перепису населення Кефінського санджаку 1520 року згадується як Ур'янда.
Після анексії Кримського ханства російською ісперією, у першій половині XIX століття Ореанда належала графу Потоцькому, пізніше — царській сім'ї. У 40-х роках XIX століття тут побудований палац, у якому побував Марк Твен. У 1882 році палац згорів.
За даними польського лікаря, етнографа Карла Качковського, який відвідав Ореанду у 1825 р. господарем розташованої під горою Ай-Нікола «Ореанди» був знаменитий Олександр Безбородько, яскравий представник козацької еліти, учасник війни з Туреччиною, полковник, закінчив Києво-Могилянську академію, володів кількома мовами, протягом 16 років був особистим секретарем Катерини II.
У 1948 році в селищі побудований санаторій «Нижня Ореанда», у 1950-х роках — санаторій «Гліцинія». У цих здравницях відпочивали багато видатних діячів науки, культури, дипломати, політики. На території селища діє винний цех по виготовленню вина «Херес» виробничо-аграрного об'єднання «Масандра». У селищі є парк — пам'ятка садово-паркової архітектури.